# El Carnaval de Arlequín
El Carnaval de Arlequín es una pintura de Joan Miró realizada entre 1924 y 1925. Este es uno de los cuadros principales de la época surrealista del artista. Actualmente se encuentra en la colección de Albright-Knox Art Gallery en Buffalo (Estados Unidos).

## Contexto
El Carnaval de Arlequín es la obra más interesante de este periodo y consiguió un gran éxito en la exposición colectiva de la Peinture surréaliste de la Galería Pierre (París) a finales del año 1925 donde fue expuesta al lado de obras de Giorgio de Chirico, Paul Klee, Man Ray, Pablo Picasso y Max Ernst. Esta obra se considera como el inicio de la plenitud de la etapa Joan Miró. Realizada entre los años 1924 y 1925, la ejecutó en una época en que el artista pasaba por momentos difíciles de gran penuria.
Según explicó el mismo artista:

Intenté plasmar las alucinaciones que me producía el hambre que pasaba. No es que pintara lo que veía en sueños, como decía entonces Breton y los suyos, sino que el hambre me producía una especie de tránsito parecido al que experimentaban los orientales.
Joan Miró, Je rêve d'un gran atelier, XXéme siècle, I nº 2, París, maig de 1938.

En el año 1927 realizó, por primera vez, una ilustración para el libro Gertrudis, de J.V. Foix. Se trasladó a vivir a otro estudio más grande en la calle Tourlaque, donde se encontró con viejos amigos como Max Ernst y Paul Éluard, y conoció a Pierre Bonnard, Renné Magritte y Jean Arp. Experimentó con ellos -Yves Tanguy, Max Morise - el juego del cadáver esquisito. En 1928 viajó a Bélgica y Países Bajos, donde visitaron los museos más importantes del país. Los pintores holandeses, Vermeer, y los maestros del siglo XVII, causaron un gran impacto en el artista, que compró postales en color de estas pinturas y, en su regreso a París, se dedicó a la creación de una serie conocida como Interiores holandeses.

## Composición
Si el rigor  está claramente inspirado en el surrealismo, la influencia de este movimiento se inscribe más en los temas tratados que la técnica utilizada. La aparente espontaneidad de la creación es precedida por bocetos y una proyección de su estructura. Por un lado, la figura y los objetos no están relacionados y parecen debidos a la casualidad y la inspiración espontánea del artista. Sin embargo, los bocetos y dibujos muestran que este aparente azar es el resultado de una composición precisa que parte de los principios surrealistas. Además, un análisis detallado de la obra muestra una cuadrícula diagonal pintada de rojo que indica una composición a priori en la tela.

## Descripción
Los personajes principales de la composición pictórica son un autómata que toca la guitarra junto con un arlequín con grandes bigotes. Se aprecian también gran cantidad de detalles dominados por la imaginación que se extienden por toda la pintura como un pájaro con alas azules saliendo de un huevo, un par de gatos jugando con un ovillo de lana, peces volando, un insecto que sale de un dado, una escalera con una gran oreja y, en la parte superior derecha, se ve a través de una ventana una forma cónica con la que quiso representar la torre Eiffel.
Numerosos seres y objetos se yuxtaponen en el aparente desorden de una habitación con una pequeña ventana: peces, gatos, insectos, guitarra, ovillo de lana, la torre Eiffel, etc. La presencia de ciertos objetos, como por ejemplo la escalera, están dotados según explicó el propio Miró de una relación simbólica. En todo este movimiento existe un ritmo que unifica las formas y colores a todo el conjunto de la pintura.
La esencia de esta explicación es que estos objetos simbólicos se mezclan con otros objetos en la habitación sin que ello afecte a la expresión artística. Los surrealistas creían que esta expresión artística era otra forma de percibir y reaccionar ante el medio ambiente; la realidad es el resultado del subconsciente que ellos expresaban mediante sus obras e interpretaciones que pueden parecer aparentemente irracionales. Este mundo inconsciente e imaginativo fue un medio pictórico para lograr expresar en la forma del cuadro su experiencia vital y su memoria.